# 온라인 광고
온라인 광고(영어: online advertising)는 인터넷과 월드 와이드 웹을 이용하는 프로모션의 한 형태로, 고객들을 끌어들이기 위해 마케팅 메시지를 전달한다. 이를테면 검색 엔진 결과 페이지, 웹 배너, 블로그, 리치 미디어 광고, 소셜 네트워크 광고, 전자 우편 광고 등에 온라인 광고를 넣는다. 대표적인 온라인 광고에 사례로는 미국 온라인 포털 사이트 AOL에서 하고 있는 팝업광고(Pop-ups) 야후의 배너광고(banners) 구글의 애드워드, 애드센스 광고, 페이스북의 페이스북 광고 등이 있다.

## 광고비 산정 지표
온라인 광고의 광고비 산정을 위한 지표로서는 노출당 비용(Cost Per Mile; CPM), 클릭당 비용(Cost Per Click; CPC), 행동당 비용(Cost Per Action; CPA)이 있다.CPC는 cost per click의 약자로 네이버 클릭초이스, 다음 클릭스 등이 대표적인 CPC 서비스이며 다양한 광고 대행사를 통해 개인 블로그나 카페, 웹사이트에서도 CPC 광고가 이뤄지고 있다.
CPC는 일종의 키워드 광고로 유저가 검색한 결과에 따라 유사한 내용의 광고주의 광고배너 또는 링크를 함께 노출시킨다.
광고비용은 배너나 링크의 노출 횟수에 상관없이 링크를 클릭했을 때만 지불한다. 광고대금 지불은 광고주가 대행사에 일정금액을 먼저 예치시킨 후 해당 키워드에 관심이 있는 유저가 링크를 클릭했을 때 비용을 차감시키는 방식을 사용한다.
이 마케팅은 단순 유저에게 보여지는 노출이 아닌 유저의 참여가 필요한 클릭 횟수에 따라 매출이 발생한다.
CPM은 cost per mile의 약자로 광고 노출 횟수 X 1,000으로 계산한다.
광고의 효과를 측정하기 위한 광고 비용 측정 모델. 원래 신문, 잡지, 라디오, TV와 같은 전통적인 4대 매체에 노출되는 경우 1,000 번 노출을 기준으로 비용을 책정하는 기준을 뜻한다. ‘Mille’는 라틴어로서 Thousand(천)을 의미한다.
CPM은 해당 광고가 게재된 게임이나 웹사이트에 접속한 이용자의 수에서 중복 접속을 제외하고 측정한다. 이때 인터넷 프로토콜(IP, Internet Protocol)주소나 쿠키(Cookie)와 같은 기록을 활용한다.
CPA(Cost Per Action)란 온라인(Online) 또는 모바일(Mobile)환경에서 시행되는 직접 반응 광고 모델 유형의 하나로, 목표 타깃이(Target) 광고주가 원하는 행동을 취할 때마다 광고비를 지급하는 방법을 의미한다. 광고주는 회원가입, 설문지 작성, 프로그램 또는 앱 설치 등 광고에 노출되는 이용자가 취할 수 있는 특정 행동과 행동이 이루어지는 횟수를 지정하고, 해당 목표를 달성했을 때 광고비를 지급한다.

## 광고 서버 시장 구조
2008년 상위 광고 서버 업체의 목록은 아래와 같으며, 단위는 어트리뷰터(Attributor) 조사의 100만 방문자 수치이다. 2008년 이후로 구글은 69%의 온라인 광고 시장을 통제하고 있다.
| 업체                 | 광고를 본 사람 (100만 명) |
| -------------------- | ------------------------- |
| 구글                 | 1,118                     |
| 더블클릭 (구글)      | 1,079                     |
| 야후!                | 362                       |
| MSN (마이크로소프트) | 309                       |
| AOL                  | 156                       |
| 애드브라이트         | 73                        |
| 전체                 | 3,097                     |

## 장점
- 상대적으로 저렴한 비용

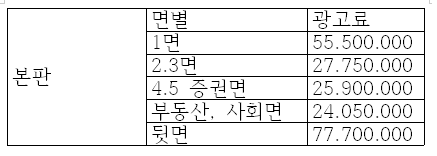
신문 광고료 표

온라인 광고는 CPC 방식과 CPM 방식을 주로 사용하여 TV 및 신문등과 같은 다른 매체들보다 상대적으로 싼 가격을 형성한다. 온라인 광고는 광고대상의 범주를 어떻게 설정하느냐에 따라 CPC가격과 CPM가격이 다르게 측정되고 측정된 가격에 클릭행위 수 또는 노출 수를 곱하여 광고비용을 결정한다. TV및 라디오 신문광고와 같은 무작위 광고가 아닌 광고의 대상이 된 사람에 한정한 광고이기에 클릭행위 수 와 노출 수 측정이 광고주입장에서 실용적이고 이러한 방식이기에 광고비가 상대적으로 저렴하다. 이렇듯 온라인 광고는 상대적으로 저렴한 비용을 장점으로 광고시장에서 새로운 모델로 각광받고 있다. 실제로 광고 취급액의 변동 추이를 보면 알 수 있듯이 2009년을 기점으로 신문 광고보다 온라인 및 모바일 광고의 취급액의 합이 더 높아지고 있다는 것을 확인 할 수 있다.
- 광고효과 확인 가능

온라인 광고는 인터넷 기록을 활용하여 광고를 접한 사람에 대한 정보를 확인 할 수 있을 뿐만 아니라 더 나아가서 몇명에게 노출되었는지에 대한 정보인 노출 수와 그 중 몇 명의 사람이 클릭했는지에 대한 클릭 수, 노출 수 대비 클릭 수 에 대한 정보인 클릭률(CTR), 평균 CPC, 광고에 들어가게 될 총 비용 등에 대한 정보를 실시간으로 확인 할 수 있다. TV 및 신문광고에서는 가능하지 못했던 일이지만 온라인 광고는 인터넷의 특성을 이용하여 이러한 일을 가능하게 하였다.
- 광고대상 타겟팅 가능

온라인 광고는 광고대상에 대한 타겟팅이 가능하다는 장점 또한 있다. 구글광고와 페이스북광고와 같은 대표적인 온라인 광고에서 보면 확인 할 수 있다.
구글 광고는 구글 사이트에서 광고를 검색한 대상자에 대해서만 그에 해당하는 광고를 보여주는 방식을 사용하고 있다. 이는 구글의 광고 방식은 애드워즈에 의해서 가능해진 것이다. 애드워즈는 광고대상자가 광고를 시작할 때 검색 키워드라는 것을 설정하는데 이 과정에서 설정한 키워드가 광고주의 타켓팅 대상이 되는 것이다. 애드워즈에서는 광고주가 설정한 검색 키워드를 구글 사용자가 검색했을 때 자동적으로 광고가 나타나게 되는 것이다. 페이스북 광고는 구글 광고처럼 검색어를 통해서 타겟팅을 하는 것이 아니라 페이스북 사용자가 가입시 설정한 기본정보를 통해서 타겟팅을 하는 것이다.
페이스북을 이용하여 광고를 하는 광고주는 구글의 애드워즈에서 행했던 검색 키워드 설정과 비슷하게 타겟팅 설정 과정을 거치는데 이 과정에서의 광고주는 어떤 정보를 설정한 페이스북 이용자를 타겟팅 할 지 정할 수 있다. 그 항목으로는 위치, 인구, 통계학적 특성, 관심사, 행동(쇼핑 스타일, 이용 중인 휴대폰 종류 또는 차량이나 주택 구매 의사 등 행동을 기준),맞춤 타겟(맞춤 타겟은 Facebook에서 기존 고객을 찾을 수 있는 기능으로 고객 연락처 리스트, 웹사이트 트래픽, 앱 내 활동 등의 요소로 맞춤 타겟을 만들수 있다.),유사 타겟(유사 타겟은 기존 우수 고객과 유사한 특징을 가진 사람을 Facebook에서 찾을 수 있는 타게팅 방법으로 Facebook 마케팅을 통해 얻은 인사이트를 활용하면 비즈니스의 제품 및 서비스를 좋아할 만한 사람들을 더 많이 찾을 수 있다.) 이 있다.
- 고객의견 수용

온라인 광고 중 일부는 광고에 대한 고객의 의견을 등록할 수 있다. 이러한 광고에는 구글 플러스 광고와 페이스북 광고 등이 있는데 광고주들은 이러한 온라인 광고 매개체를 사용하여 광고를 함과 동시에 고객의 의견까지 볼 수 있다. 온라인 광고를 통해 광고주들과 고객의 소통이 손쉽게 가능해졌다.

## 단점
- 제한된 도달범위

전국적일 뿐만 아니라 국제적 도달은 가능하지만 특정지역의 한정된 고객에 대해서는 도달하는데 한계가 있다.
- 인터넷 반응촉진의 적합성 및 침해성

인터넷 광고는 구매를 전제로 하기 때문에 구매의사가 없을 경우 광고제품에 대해 부정적인 시각을 가질 수 있다.
- 혁신의 수용태도

구매위험이 따름에도 불구하고 새로운 기술에 대해 기꺼이 구매하려는 성향을 가진 개혁자나 혁신의 조기채택자들은 인터넷에 대해 좀 더 긍정적인 평가를 할 것으로 보이지만, 혁신에 대한 기피자들은 부정적 태도를 보일 수 있다.
- 콘텐츠개발과 비용

인터넷은 멀티미디어이기 때문에 텍스트, 영상, 음성, 동영상 등 여러 가지 처리가 가능하고, 이를 개발하기 위해 비용이 많이 들지만 이용자의 관심 및 관여상황에 따라 비효과적일 수 있다.
- 개인의 프라이버시 침해가능성

개인정보의 유출을 우려하여 신용카드 번호 등 개인정보를 인터넷에 노출시키는 것을 꺼려하는 사람들이 많다. 이것은 기존의 전통적인 매체와 비교해 볼 때 인터넷 광고의 커다란 장점인 표적소비자의 선정 및 도달에 필요한 데이터베이스 확보에 어려움을 줄 수 있다.

## 구글 광고
구글 광고를 하는 순서는 다음과 같다
1. 계정만들기
사용자가 원하는 계정을 만드는 간단한 과정이다.
2. 광고 유형 선택
선택한 유형에 따라 개재위치가 달라진다.
3. 입찰방법 설정
- 내가 설정하기

내가 설정하기를 선택하면 광고주는 cpc가격을 직접 입찰하여 결정할 수 있다. 이 방식을 선택한다면 구글을 설정 검색어에 대한 평균 cpc가격을 제공함으로써 광고주가 입찰가를 설정하는데 보다 효율적으로 할 수 있도록 도와준다.
- 애드워즈 자동입찰가

애드워즈 자동입찰가를 선택하게 되면 광고주는 구글에서 제동하는 cpc입찰가로 cpc를 입찰하게 된다. 구글에서는 인터넷 기록을 통한 데이터 분석으로 설정 검색어에 대한 효과적 가격을 제공한다.
4. 한도 정하기
한도 정하기는 광고주가 하루에 사용할 광고액을 설정하는 것으로 그 가격을 초과할때에는 광고가 되지 않는다. 하지만 광고주가 원하는 가격에서 광고를 할 수 있다는 장점이 있고 자금이 부족한 광고주에게는 유용한 기능이다.
5. 광고 확장과정
광고 확장과정에서는 위치, 사이트링크, 전화번호 등을 추가로 광고할 수 있다. 이러한 정보를 올리는 것은 비용이 되지 않는다. 하지만 위치링크, 사이트링크, 전화번호아이콘을 클릭한다면 그것은 클릭수에 포함되 광고비용을 높이게 된다.
6. 광고 만들기
광고하고 싶은 내용을 입력하는 가장 기본적이 과정이다.
7. 키워드 설정
광고주는 자신이 원하는 검색어를 설정할 수 있고 구글은 애드워드 DATA 분석을 통해 평균 CPC 와 일일 클릭수 일일 비용등에 관한 자료를 제공한다.
8. CPC 입찰
입찰 방법 설정 과정에서 직접입찰 선택방법을 선택하였다면 광고주는 DATA를 보고 최대 CPC 비용을 설정할 수 있다. CPC 비용지불 의사에 따라 검색시 몇 번째에 뜰 지 등등이 정해진다.
9. 결제
금액을 지불할 계좌 설정 과정이다.
10.FEEDBACK
결제를 하면 노출수/ 클릭수/ 평균CPC/ 비용/ 예산/ 등의 정보를 알 수 있으며 제공되는 사료를 통해 CPC변경 및 예산같은 항목에 대하여 설정을 했던 것은 수정 할 수도 있다.

## 페이스북 광고
1. 캠페인 목표 설정
자신이 광고를 통해 이루고자 하는 것을 설정하는 것이다. 다양한 캠페인 목표가 있고 광고주는 캠페인 목표 설정 과정에서 자신이 원하는 캠페인 목표를 설정함으로써 광고목표를 효과적으로 이룰 수 있다.
구글에서 제공하는 캠페인 목표는 게시물 홍보하기, 페이지 홍보하기, 윕사이트 방문 수 높이기, 웹사이트 전환 늘리기, 웹 설치 늘리기, 앱 참여 늘리기 등 다양하다
2. 타겟팅 설정하기
페이스북의 타겟팅 설정에 대한 기본적인 개념은 구글과 흡사하다. 하지만 페이스북 광고의 타겟팅 방법은 구글과 차이를 보인다. 페이스 북은 광고의 타겟팅 방법을 페이스북 사용자의 정보로 하고 있기 때문이다. 구글에서 제공하는 타켓팅 설정 항목은 위치, 인구 통계학적 특성, 관심사, 행동, 맞춤 타겟, 유사 타겟 등 다양하다.
3. 광고 표시
구글에서 제공하는 광고 표시 방법은 2가지이다. 뉴스 피드 광고과 스폰서 광고이다.
뉴스 피드 광고는 대상 사용자의 뉴스 피드에 광고가 되는 것으로 광고 대상자에게 쉽게 인식될 수 있다는 장점이 있지만 광고라는 그것이 '광고'라는 인식을 심어주기에는 약한 방법이다. 반면 스폰서 광고는 뉴스피드 광고에 비해 위치적으로는 좋지 않다. 화면 오른쪽 아래에 광고가 뜨기 때문이다. 하지만 스폰서 광고는 뉴스피드 광고와 달리 광고 대상자의 페이스북 화면 특별한 위치에 광고가 나타나기 때문에 접근성은 떨어질 수 있지만 접근이 된다면 상대적으로 더 '광고'라는 인식이 잘 된다는 장점이 있다.
4. 비용 지불 형식 설정
페이스북 광고는 다른 온라인 광고와 마찬가지로 CPC 방법과 CPM 방법을 사용하고 있다. 페이스북도 다른 온라인 광고 매체와 마찬가지로 인터넷 기록 데이터를 바탕으로 타겟팅 설정에 대한 비용을 측정한다.
페이스북도 직접 입찰방법과 페이스북 자동입찰방법이 있어 광고주는 자신이 원하는 지불형식을 설정하면 된다.
5. 결제
금액을 지불할 계좌 설정 과정이다.
6.FEEDBACK
광고 결제 과정까지 다 끝나면 페이스북 또한 해당 광고에 대한 실시간 데이터 분석을 통하여 광고주가 광고의 효과에 대해 파악하고 광고를 수정할 수 있도록 서비스를 제공하고 있다.

### 페이스북 광고 사례
- 나이키

나이키는 2010년 월드컵 당시 페이스북에 광고를 게재하였다. 그 당시 나이키의 페이스북 광고는 페이스북상에서 9만이 넘는 클릭이 일어났고 당시 나이키의 페이스북 페이지 펜수는 160만명에서 310만명으로 늘었다. 나이키는 페이스북 광고를 통해 2010년 당시 효과적인 기업홍보를 하였다고 할 수 있다.
- 스타벅스

스타벅스는 페이스북을 통해 고객과의 소통을 하여 기업 이미지의 좋은 효과를 봤다. 스타벅스는 페이스북광고를 하는 많이 기업들과 마찬가지로 페이스북 광고를 통해 1400만개의 무료 쿠폰을 고객들에게 제공하였고 또한 광고에 달리는 댓글을 통해 고객들의 의견을 파악하여 효과적으로 고객요구를 충족시켰다.

### 페이스북 광고 단점
- 광고가 실 구매를 유도하지 못한다. 페이스북 광고를 통해 실 구매를 유도하지 못한다는 단점을 가진다. 실제로 미국 CNBC가 실시한 설문조사에 따르면 Facebook 의 광고에 대해 전체 응답자(1004명) 중 83%는 거의 클릭을 하지 않고, 57%는 한 번도 광고를 클릭하지 않은 것으로 나타났다. 또한 로이터통신과 여론조사 전문업체인 입소스와 공동으로 실시한 여론조사에 따르면 Facebook 이용자 5명 가운데 4명은 광고나 코멘트를 보고 상품과 서비스를 구입한 적이 한 번도 없다고 응답해 Facebook 의 광고효과는 크지 않은 것으로 나타났다. 실제로 GM은 이러한 광고 효과성에 대한 문제로 2012년 페이스북 광고를 철회하기도 하였다.

- 광고 대상자가 되었을 때 대상자가 불편을 느끼기도 한다.

위에서 언급한 온라인 광고의 단점을 페이스북도 가지고 있다. 실제로 뉴스 피드에 게재되는 광고때문에 페이스북을 그만두는 사람도 많이 생기고 있고 뉴스 피드에 게재되는 광고에 대해 불만을 나타내는 사용자들이 늘어나고 있는 추세이다.

## SEO와 온라인 광고의 다른점
네이버 파워링크나, 구글 키워드 광고 같은 PPC(pay-per-click) 광고의 경우, 일정 비용을 검색엔진에 지불하면 바로 상위 노출이 되는 장점이 있으나, 지정된 광고비가 소진되면 즉시 검색엔진 상위에서 사라지게 된다.
반대로, SEO(검색엔진 최적화)를 통해 최적화가 된 웹 사이트의 경우, 상위 노출이 되는데 시간이 오래 걸리지만, 한번 올라가면 추가 비용을 들이지 않고도 상위 노출이 어느 정도 유지되는 특징이 있다.  따라서 일반적인 디지털마케팅은 SEO 와 온라인 광고를 둘 다 적절하게 사용하는 것이 일반적이다.

## 같이 보기
- 클릭당 지불
- 애드워즈
- 마케팅